# Happy the Man (gruppo musicale)
Gli Happy the Man sono un gruppo progressive rock statunitense, formatosi a Saint Louis (Missouri) nel 1973. Prendono il nome da un passo della Bibbia.

## Storia
Il gruppo si formò nel 1973 a Harrisonburg, Virginia. Il chitarrista Stanley Whitaker e il bassista Rick Kennell si incontrarono per la prima volta in Germania nel 1972. Whitaker, il cui padre, ufficiale dell'esercito, aveva lasciato il suo nativo Missouri per la Germania quattro anni prima, aveva formato gli Shady Grove, con il collega espatriato statunitense, il tastierista David Bach, mentre Kennell era appena stato arruolato ed era di stanza lì, avviando un periodo di due anni nell'esercito. La coppia si incontrò quando Kennell partecipò ad un concerto degli Shady Grove a metà del 1972; scoprendo la comune passione per il rock progressivo britannico, decisero di formare una band insieme.
La prima formazione ebbe vita breve; David Bach fu presto sostituito da Kit Watkins. Quando nel gennaio 1974 Kennell tornò finalmente dalla Germania, la band, chiamata Happy the Man dal fratello di Whitaker, Ken (che era fortemente influenzato dal cristianesimo), tornò finalmente attiva.
Il primo repertorio della band includeva un certo numero di cover, in particolare Watcher of the Skies dei Genesis, 21st Century Schizoid Man dei King Crimson e Man-Erg dei Van der Graaf Generator, ma furono presto superate numericamente dalle composizioni originali, scritte da Fortney, Watkins, Whitaker e Wyatt, con quest'ultimo che forniva la parte del leone del nuovo materiale. Nel 1975 si trasferirono più vicino a Washington, DC, dove attirarono l'attenzione dei dj della WGTB (radio della Georgetown University). La stazione trasmetteva la loro musica, trasmetteva le loro interviste, annunciava e sponsorizzava i loro concerti.
Più tardi quell'anno decisero di trasferirsi da Harrisburg a Washington, cosa che realizzarono con l'aiuto di Dave Knapp. Presto trovarono un accordo con The Cellar Door, una popolare venue dove la band si sarebbe esibita molte volte. The Cellar Door si occupò del management del gruppo e li aiutò a raggiungere le etichette, culminando in uno showcase a New York City di fronte all'iconico produttore discografico americano Clive Davis nell'estate del 1976. 
Il primo album della band fu registrato agli A&M Studios verso la fine del 1976, con Ken Scott (il cui lavoro con Mahavishnu Orchestra, Supertramp e David Bowie li aveva molto impressionati) che si occupava della produzione, e fu pubblicato nel 1977. L'album includeva solo due brani cantati (entrambi da Whitaker).
Già da quel primo anno si fecero notare come gruppo spalla degli Hot Tuna. Alla fine del 1977 Beck lasciò la band, sostituito da Ron Riddle. La band registrò poi il secondo album, Crafty Hands, in cui tutti i brani sono strumentali, tranne Wind Up Doll Day Wind, cantata da Whitaker.
Il contratto con la Arista Records fu sciolto dopo l'insuccesso commerciale di Crafty Hands. La band decise comunque di arruolare il batterista francese Coco Roussel, già con gli Heldon e i Clearlight, per sostituire Riddle, che aveva lasciato la band dopo il completamento dell'album. Verso la fine del 1978 la band iniziò ad aggiungere nuove composizioni al repertorio dal vivo; nei mesi successivi fu assemblato abbastanza materiale per la successiva pubblicazione della band, a cui fu dato un titolo provvisorio di Labyrinth, registrato in versione demo nel febbraio 1979 alla casa della band a Reston, Virginia. Tuttavia, la band non riuscì ad assicurarsi un nuovo contratto; il 27 maggio 1979 Kit Watkins lasciò la band per accasarsi con i britannici Camel.

## Formazione

### Attuale
- Rick Kennell - basso (1973-79, 2000-presente)
- Stanley Whitaker - chitarra, voce (1973-79, 2000-presente)
- David Rosenthal - tastiere (2000-presente)
- Joe Bergamini - batteria (2002-presente)

### Ex membri
- Mike Beck - batteria (1973-1977)
- Cliff Fortney - voce, flauto (1973-74)
- David Bach - tastiere (1973)
- Kit Watkins - tastiere (1973-79)
- Dan Owen - voce (1974-1975)
- Ron Riddle - batteria (1977-78, 2000-02)
- Coco Roussel - batteria (1978-79)
- Frank Wyatt - tastiere, sassofono, flauto (1973–79, 2000–?, m. 2023)

## Discografia

### Album in studio
- 1977 - Happy the Man
- 1978 - Crafty Hands
- 1979 - Better Late
- 1983 - Beginnings
- 1999 - Death's Crown
- 2004 - The Muse Awaken's
- 2024 - Starborne